# 印拉萨拉
印拉萨拉（Inrasara，1957年9月20日—），原名富湛 ，越南诗人，占族。印拉萨拉1957年9月20日出生于越南宁顺省宁福县福民市镇的一个占族村落。他是越南作家协会、越南民间文艺协会和越南少数民族文学艺术研究会成员。